# Liste der Bodendenkmale in Sohland an der Spree
In der Liste der Bodendenkmale in Sohland an der Spree sind die Bodendenkmale der Gemeinde Sohland an der Spree und ihrer Ortsteile nach dem Stand der Auflistung von Harald Quietzsch und Heinz Jacob aus dem Jahr 1982 aufgelistet. Eventuelle Änderungen und Ergänzungen, insbesondere aus der Zeit nach der Wende, sind nicht berücksichtigt, da für Sachsen aktuell keine neueren allgemein zugänglichen Bodendenkmallisten vorliegen. Die Baudenkmale sind in der Liste der Kulturdenkmale in Sohland an der Spree aufgeführt.
| Denkmal-ID | Fundart            | Ortsteil             | Bezeichnung               | Zeitstellung    | Lage                                               | Bemerkungen                                                                    | Bild |
| ---------- | ------------------ | -------------------- | ------------------------- | --------------- | -------------------------------------------------- | ------------------------------------------------------------------------------ | ---- |
| ?          | Befestigung > Burg | Am Frühlingsberg     | Wehranlage „Schlossberg“  | Mittelalter     | nördlich des Orts, östlich des Stausees            | Turmhügelburg in Spornlage, Schutz seit 10. Juli 1939, erneuert 22. April 1971 |      |
| ?          | besonderer Stein   | Sohland an der Spree | Gruppe von 2 Steinkreuzen | Spätmittelalter | nordöstlicher Ortsteil, Nordseite des Lindenmarkts | neuzeitlich überarbeitet, Schutz seit 25. August 1971                          |      |
| ?          | besonderer Stein   | Wehrsdorf            | Steinkreuz                | Spätmittelalter | westlicher Ortsteil, südwestlich der Straße        | Jahreszahl 1502 eingehauen, Schutz seit 23. Juni 1971                          |      |